# Boris Marolt
Boris Marolt is een Belgisch voormalig voetballer die speelde als verdediger.

## Carrière
Marolt speelde in de jeugd van Patro Eisden Maasmechelen alvorens ook voor deze club zijn debuut te maken. Hierna speelde hij twee jaar bij KRC Genk maar kwam maar tot één wedstrijd in het truitje van Genk. Hierna speelde hij een korte tijd voor KV Mechelen maar ook zonder succes. Na drie jaar op het hoogste niveau vertrekt hij terug naar de club waar het allemaal begon bij Patro Eisden. Hij werd later jeugdcoach bij Patro Eisden.